# Севар
 Тази статия е за българския владетел.  За селото вижте Севар (село).  
Сева̀р е български владетел, управлявал България в периода от 738 до 753 година (според Васил Златарски: 724 – 739, Моско Москов: 721 – 737, Иван Венедиков: 722 – 738).

## Биография
Той е четвъртият по ред български владетел в Именника на българските ханове. Единствените доказано автентични сведения за хан Севар идват именно от него. Той произхожда от управляващия род, т.е. е правнук на хан Аспарух. Историците смятат, че той е последният владетел от рода Дуло. По време на неговото управление, продължило 15 години, няма сведения за сблъсъци с Византийската империя.
Съществуват две хипотези, обясняващи причината, че Севар се оказва последният владетел на рода Дуло. Първата е, че той не е оставил наследник. Втората е, че властта е преминала в друг род след династичен преврат.

## Памет
- Името на хан Севар носи морският нос Севар на остров Ливингстън, Южни Шетландски острови, Антарктика.[2]
- В град Варна има улица „Хан Севар“.[3]